# 이마부쿠정
이마부쿠정(今福町)은 나가사키현 기타마쓰우라군에 있던 정이다. 

## 역사
- 1889년 4월 1일 - 정촌제 시행에 의해 이마부쿠촌이 성립하였다.
- 1929년 4월 1일 - 정으로 승격해 이마부쿠정이 되었다.
- 1955년 4월 15일 - 마쓰우라시에 편입해 이마부쿠정은 소멸하였다.

## 교통

### 철도
- 일본국유철도
  - 마쓰우라선

## 참고문헌
- 角川日本地名大辞典 42 長崎県